# القلايع
القلايع قرية سورية تتبع لـ منطقة جبلة في محافظة اللاذقية. تبعد هن مدينة جبلة حوالي 14 كم.